# Hybomitra zaballosi
Hybomitra zaballosi är en tvåvingeart som beskrevs av Portillo 1991. Hybomitra zaballosi ingår i släktet Hybomitra och familjen bromsar.
Artens utbredningsområde är Spanien. Inga underarter finns listade i Catalogue of Life.